# Chaldeïsche orakelen
Met de Chaldeïsche orakelen wordt verwezen naar Griekse gedichten in dactylische hexameters uit de 2e en 3e eeuw die gaan over theürgische magie. De teksten zouden (via trance) zijn gegeven door goden zoals Hecate aan een zekere Julianus de Chaldeeër of aan zijn zoon, Julianus de Theürgist. Over de precieze ontstaansgeschiedenis van de tekst en van de auteurs bestaat geen consensus, maar laat-klassieke bronnen vermelden ook andere werken van de jongere Julianus. Ze zouden volgens latere verhalen hebben geleefd ten tijde van Apuleius, Apollonius van Tyana en keizers Trajanus en Marcus Aurelius. 'Chaldeïsch' verwijst naar Mesopotamië, en de gedichten worden pas in de late oudheid zo genoemd om de inhoud ervan te associëren met gereputeerde wijsheidsliteratuur uit het oosten. Daarvoor werden ze door auteurs kortweg aangeduid als ta logia ('de orakelen') of ta hiera logia ('de heilige orakelen').
Van de Chaldeïsche orakelen resten 226 fragmenten dankzij citaten in het werk van diverse auteurs, met name de neoplatonisten Damascius en Proclus, en de Byzantijn Michaël Psellus, maar noties zijn tevens overgeleverd in de werken van platonisch georiënteerde christenen als Arnobius, Marius Victorinus en Synesius. Naast Proclus schreven ook neoplatonisten Jamblichus, Porphyrius en Psellus commentaren op de Orakelen, maar die zijn op het werk van Psellus na verloren gegaan.
In de vroegmoderne tijd vond een heropleving van esoterisch gedachtegoed, waaronder theürgie, plaats. Zo gebruikten (neo-)platonisten en esoterici als Plethon, Marsilio Ficino en Giovanni Pico de Orakels in hun eclectische filosofie die een herwaardering en herinterpretatie inhield van pre-christelijk gedachtegoed van esoterische en filosofische aard. 

## Theürgie
De Chaldeïsche orakelen bevatten doctrines die belangrijk waren voor theürgie, een vorm van sterk geritualiseerde magie waarbij gepoogd werd goddelijke machten te manipuleren. De doctrines gaan over kosmologie, metafysica en theologie. Daarnaast bevatten ze voorschriften voor rituelen om meer inzicht in de kosmos en de goden te verkrijgen, en om de ziel te zuiveren. Het doel van dit alles was om in contact met het goddelijke te komen. De dichtwerken zijn sterk beïnvloed door het middenplatonisme, waar theürgie stapsgewijs uit voortkwam. Zo zijn er soms sterke overeenkomsten met fragmenten van Numenius. Tevens zijn er raakvlakken met de gnostiek en het hermetisme, waar theürgie ook in voorkomt. De Orakelen vertonen de rituelen veel overeenkomsten met contemporaine magische en religieuze praktijken, zoals het uiten van specifieke woorden. 

## Theologie
De Orakelen beschrijven tegelijkertijd een min of meer platonisch-gnostische theologie, met een hoogste god als transcendente geest (nous), de Vader of Monade. Die denkt enkel de platonische Ideeën. Een lagere god, de Demiurg of Dyade, vormt die Ideeën om tot een met het verstand kenbare wereld (intelligibele wereld). Dan volgt een derde god, de vrouwelijke Kracht (Dynamis), die wordt opgevat als Hecate en de Wereldziel, en die doet denken aan de valentiniaanse Ennoia of Sophia. Het is via haar dat een materiële wereld kan worden voortgebracht. Deze groep van drie (een triade) werd door Victorinus verbonden met de christelijke drie-eenheid. 
Tussen de drie goden en de materiële, aardse wereld volgde volgens de Orakelen een reeks engelen en demonen, met name de Iynges, Verbinders (Synocheīs) en Teletarchen. In de Orakelen vertegenwoordigen ze aspecten van de Ideeën. Gnostici kenden ook tussenwezens, de Eonen, maar in de Orakelen wordt een afzonderlijke Eon (Aiōn) als goddelijke kracht onderscheiden. De abstracte Eon manifesteert het licht in de Ideeënwereld dat de Vader uitzendt, zorgt dat ze constant blijven en dat de Vader in beweging blijft. Een dergelijke kracht als  'eeuwige, geestelijke en onverdeelde beweging' in aanvulling op een goddelijke triade komt ook voor in de gnostische Allogenes.

## Kosmologie
De Chaldeïsche kosmologisch bestaat uit drie lagen: het intelligibele Empyraeum van de goden, het Etheriale van de sterren en planeten, en de Materiële van de ondermaanse wereld, ook wel Hades genoemd. Ook is het model waarschijnlijk heliocentrisch. De planeten gelden als goddelijk, maar zijn in tegenstelling tot de gnostische Archonten niet kwaadaardig. Ze helpen de menselijke ziel op te stijgen naar het goddelijke. Dit hangt samen met de positieve waardering voor de materiële wereld als onlosmakelijke eenheid met de hogere werelden in de Orakelen. Dit heet monisme. Wel zouden demonen in de ondermaanse wereld werkzaam zijn voor het Noodlot (het stoïsche heimarmene) en de menselijke passies veroorzaken.

## Antropologie en verlossingsleer
In navolging van Plato, wordt de afdaling van de ziel doorheen de hemelsferen beschreven, waarbij deze gaandeweg eigenschappen meekrijgt, alvorens in het lichaam binnen te gaan.  
'Je moet je haasten richting het licht en richting de stralen van de Vader, vanwaar de ziel, bekleed met het machtige Intellect, naar jou toe is gezonden' (fragment 115 Majerick, in Psellus). 
Vervolgens wordt de ziel de slaaf van het lichaam. Die staat wordt omschreven als 'dronkenschap'. Omdat de theürgie tot inzicht in de ware natuur van de mens en dus 'nuchterheid' zou leiden, onderscheidt men enerzijds de theürgen, en anderzijds 'de kudde'. Mogelijk werd ook een middengroep onderscheiden. De zielen van de theürgen stammen uit de orde van de engelen. Die zielen zouden incarneren om de mensheid te helpen. De bedoeling was, om de demonische krachten te overstijgen middels theürgie. Zuivere zielen mochten na de dood eeuwig verblijven in de Etheriale wereld, maar de onzuivere zielen moesten eerst een poos in de Hades gezuiverd worden om vervolgens te reïncarneren op aarde. 